# Georges Dumas
Pour les articles homonymes, voir Georges Dumas (résistant) et Dumas.
Georges Dumas, né le 6 mars 1866 à Lédignan (Gard) et mort le 12 février 1946  dans la même commune, est un médecin et psychologue français.
Georges Dumas se présente comme le disciple fidèle de Théodule Ribot auquel il dédie tous ses livres. Il est un « passeur d’une nouvelle génération de psychologues de l’entre-deux-guerres ». Son domaine de prédilection est celui des émotions.
Ses leçons à l'hôpital Sainte-Anne ont un large auditoire. De nombreux élèves et auditeurs deviennent célèbres : Georges Poyer, André Ombredane, Jean Delay, Claude Lévi-Strauss, Jacques Lacan, Daniel Lagache, Paul Nizan, Raymond Aron, Jean-Paul Sartre, Simone de Beauvoir, Georges Canguilhem, etc.
Sa grande œuvre est le Traité de Psychologie (1923-1924). Il assume la rédaction de nombreux articles et la direction du Traité paru en 2 volumes auxquels participent les principaux psychologues français de l'époque. À partir de 1930, une nouvelle édition revue et augmentée en 10 tomes paraît sous le titre : Nouveau traité de psychologie.
Ses missions et fondations en Amérique du Sud pour faire connaître la pensée et la science française, créer des lycées et instituts de recherches et organiser des échanges de professeurs et d’étudiants ont été nombreuses.

## Biographie
Georges Alphonse Dumas est né le 6 mars 1866 à Lédignan, dans une famille de médecins et protestants cévenols,. L'homme de Lettres Jean Paulhan le présente comme un de ses cousins. Entre 1878 et 1884, il est élève au lycée de Nîmes, puis élève en classe préparatoire au lycée Louis-le-Grand à Paris entre 1884 et 1886. Il intègre ensuite l’École normale supérieure au sein de la promotion 1886-1889 à côté de Romain Rolland et de Georges Pagès. Il obtient l'agrégation de philosophie en 1889. Entre 1889 et 1896, il suit l'enseignement de Théodule Ribot au Collège de France. Il devient docteur en médecine en 1894 avec une thèse sur Les États intellectuels de la Mélancolie. À l’École de médecine, il se lie d’amitié avec Pierre Janet qu’il a connu comme professeur à l’École normale.
Il occupe la position de chef du laboratoire de psychologie à la clinique des maladies mentales de la Faculté de Médecine de Paris à l’asile Sainte-Anne à partir 1897, parallèlement à son poste de professeur de philosophie au collège Chaptal entre 1894 et 1902.

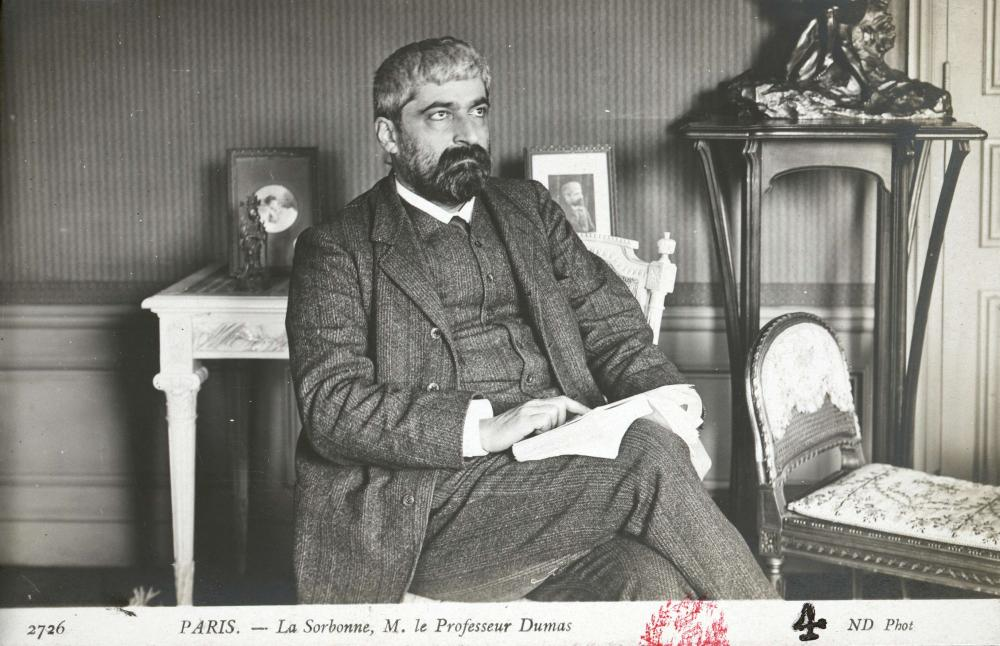
La Sorbonne. M. Le professeur Dumas (Bibliothèque de la Sorbonne, NuBIS).

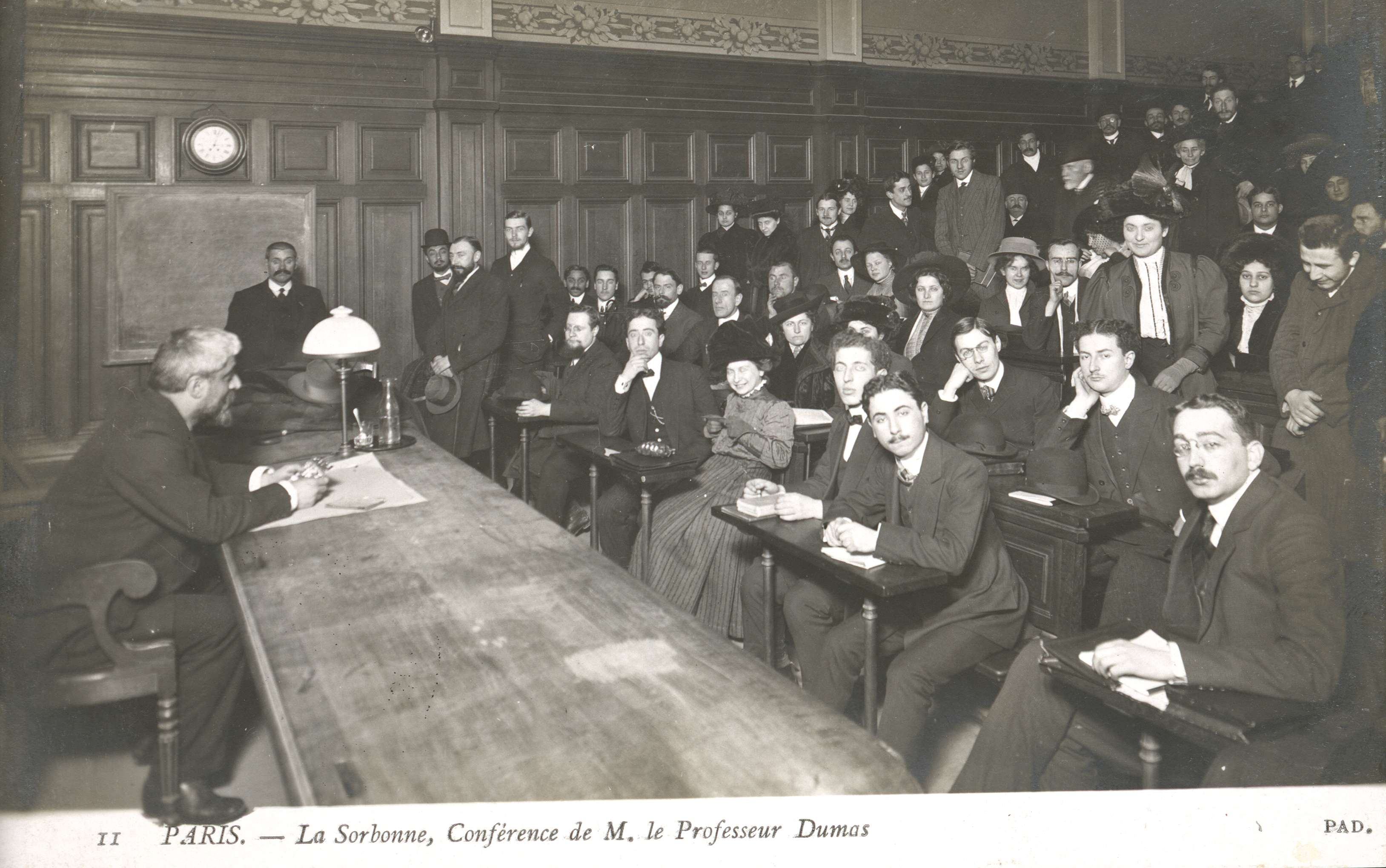
Carte postale d'une conférence de Georges Dumas en Sorbonne.

Il devient également docteur-ès-lettres en 1900 avec une thèse principale, en français, sur la tristesse et la joie ; et une thèse complémentaire, en latin, sur Auguste Comte, critique de la psychologie de son temps. En 1902, succédant à Pierre Janet, il est nommé chargé de cours de psychologie expérimentale à la Faculté des lettres de Paris.
L'année suivante, en 1903, il fonde avec Pierre Janet le Journal de psychologie normale et pathologique. Entre 1912 et 1937, il est titulaire de la chaire de psychologie expérimentale à la Sorbonne.
Durant la Première Guerre mondiale, Georges Dumas est engagé volontaire le 2 août 1914 en tant que médecin aide-major de 2e classe. En 1914 et 1915, il organise et dirige les centres neuro-psychiatriques de Toul et Verdun dans la 1re armée, puis est nommé Aide-major de 1re classe l'année suivante. En 1917, Georges Dumas est médecin en chef du centre neuro-psychiatrique de Noyon dans la 3e armée, jusqu'au mois de juillet, où il est envoyé au Brésil par les Ministres de la Guerre et des Affaires étrangères. De retour en France l'année suivante, Georges Dumas officie au centre neuro-psychiatrique d'Issy-les-Moulineaux en tant que médecin en chef (mars 1918), puis médecin-Major de 2e classe (avril 1918). Au mois de septembre de la même année, Georges Dumas est attaché comme officier de liaison avec le grade de colonel, à la Mission médicale brésilienne, puis responsable du service neuro-psychiatrique à l'Hôpital brésilien fondé par cette mission. En janvier 1919, il démobilisé à sa demande.
Entre 1920 et 1937, Georges Dumas est professeur de psychologie pathologique à l’Institut de psychologie de l’Université de Paris.
Il est membre de la Société médico-psychologique depuis 1925 et en est le président pour l'année 1933. Il est également membre de l’Académie de médecine depuis 1926 et membre de l’Académie des sciences morales et politiques depuis 1932. Il est nommé chevalier de la Légion d'honneur en 1917 puis officier et commandeur par la suite.
Il meurt d’une broncho-pneumonie le 12 février 1946 dans sa ville natale de Lédignan.

## Éléments bibliographiques

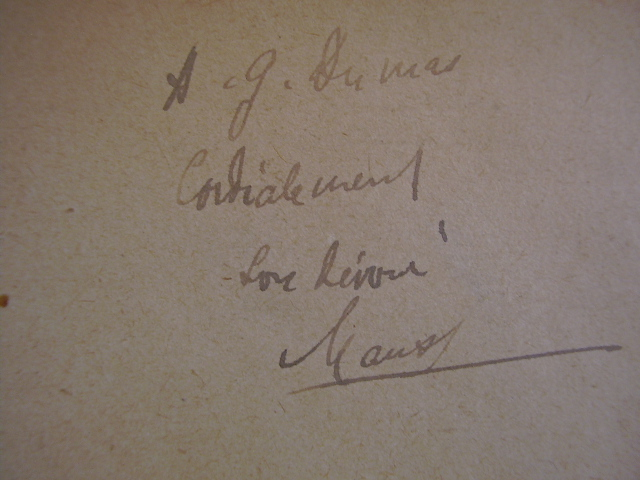
Envoi autographe de Marcel Mauss à Georges Dumas conservé à la Bibliothèque de sciences humaines et sociales Paris Descartes-CNRS.

### Principaux ouvrages
- Léon Tolstoï et la philosophie de l’amour. Hachette, 1893.
- Les États intellectuels dans la mélancolie. Alcan, 1894.
- Traduction avec préface de « Les Émotions » par Lange. Alcan, 1896.
- La Tristesse et la Joie. Thèse de doctorat ès lettres. Alcan, 1900.
- Auguste Comte, thèse latine, critique. Alcan, 1900.
- Préface de la traduction de La Théorie de l’émotion par William James. Alcan, 1902.
- Psychologie de deux messies positivistes : Auguste Comte et Saint-Simon. Alcan, 1905, Paris.
- Le Sourire et l’expression des émotions. Alcan, 1906.
- Névroses et psychoses de guerre chez les Austro-Allemands en collaboration avec le Dr H. Aimé. Alcan, 1918.
- Troubles mentaux et troubles nerveux de guerre. Alcan, 1919.
- Introduction à la psychologie. Son objet - Ses méthodes. Nouveau Traité de Psychologie. Tome I - Fascicule 4. Librairie Félix Alcan, 1936.
- Les Fonctions systématisées de la vie affective et de la vie active. Alcan 1939 Paris, 1939.
- Le Surnaturel et les Dieux d'après les Maladies Mentales. Essai de théogénie pathologique. P.U.F 1946.
- La Vie affective, Physiologie - Psychologie - Socialisation. 1948. P.U.F.

### Principaux articles de revues
- Revue des Deux Mondes :
  - 1906 : « Comment aiment les mystiques chrétiens ».
  - 1910 : « La stigmatisation chez les mystiques chrétiens ».
  - 1931 : « La langue française en Extrême-Orient » (3 articles).
- Revue de Paris :
  - 1907 : « L'odeur de sainteté ».
  - 1917 :
    - « Les troubles nerveux et la guerre » (2 articles).
    - « La thérapeutique mentale et la guerre ».
    - « Comment on fait l’opinion dans la France envahie ».
- Annales médico-psychologiques :
  - 1931 : « La musique vocale ».
  - 1933 : « Le rire et l’épilepsie corticale » (volume du congrès de Rabat).
- Journal de psychologie normale et pathologique :
  - 1905 : « Fétichisme et masochisme associés ».
  - 1910 : « Les réflexes polyglandulaires dans l’expression des émotions ».
  - 1912 : « Les prétendues contagions entre les aliénés ».
  - 1915 : « Les méthodes de la psychologie pathologique ».
  - 1920 :
    - « Psychologie et physiologie des larmes ».
    - « L’interpsychologie ».

  - 1921 : « La psychologie et la physiologie du rire ».
  - 1922 : « La psychose hallucinatoire systématique ».
  - 1923 : « La psychologie de l’hystérie ».
  - 1927 : « La psychologie et la physiologie des besoins ».
- Revue philosophique de la France et de l'étranger :
  - 1891 : « L’association des idées dans les passions ».
  - 1896 : « Recherches expérimentales sur la joie et la tristesse ».
  - 1897 :
    - « Nouvelles recherches expérimentales sur la physiologie de la tristesse et de la joie ».
    - « Gall et l’expression des émotions ».
    - « L’état mental d’Auguste Comte » (3 articles).

  - 1899 : « À propos de la  psychologie des névroses et des idées fixes ».
  - 1900 :
    - « La philosophie d’Auguste Comte ».
    - « L’état mental de Saint-Simon ».

  - 1903 : « Les obsessions et la psychasthénie ».
  - 1904 : « Le positivisme d’Auguste Comte et le positivisme de Saint-Simon » (2 articles).
  - 1905 :
    - « Pathologie du sourire ».
    - « Le préjugé intellectualiste et le préjugé finaliste de l’expression des émotions ».

  - 1906 : « Les conditions biologiques du remords ».
  - 1908 : « La logique d’un dément ».
  - 1911 :
    - « La contagion mentale ».
    - « Les prétendues contagions des psychoses affectives ».

  - 1915 : « La prétendue contagion des psychoses systématiques ».
  - 1920 : « L’expression des émotions ».
  - 1923 :
    - « Avant-propos du Traité de psychologie ».
    - « Un nouveau chapitre de psychologie (La psychologie des glandes endocrines) ».

  - 1927 : « Le choc émotionnel ».
  - 1928 : « La douleur et le plaisir ».
  - 1932 : « Les mimiques motrices et sécrétoires ».
- L'Encéphale :
  - 1933 : « L’expression de la peur ».

### Autres
- 1917 : « Les confusions mentales d’origine commotionnelle chez les blessés » (Rapport sur une mission dans la Somme). Archives de médecine et de pharmacie militaires, p. 69-77. Dumas et Delmas.

## Le Traité de psychologie (1923-1924)
Le projet de ce traité date d’avant la Première Guerre mondiale. Théodule Ribot en écrit la préface en 1914 mais la guerre en retarde la réalisation. Le Traité de psychologie est le premier traité de psychologie en langue française et le premier ouvrage collectif du genre au niveau mondial.
- Volume I (1923) : Introduction La psychologie, ses divers objets et ses méthodes (André Lalande)
  - Livre premier : Notions préliminaires à l’étude de la psychologie
    - Chap. I – L’homme dans la série animale (E. Rebaud)
    - Chap. II – Le poids du cerveau et l’intelligence (Louis Lapicque)
    - Chap. III – Le système nerveux, anatomie et physiologie générales (J.P. Langlois)
    - Chap. IV – Le système nerveux, anatomie et physiologie spéciales (A. Tournay)
    - Chap. V – Le problème biologique de la conscience (Henri Wallon)

  - Livre second : Les éléments de la vie mentale
    - Chap. I – L’excitation et le mouvement (Georges Dumas et Henri Piéron)
    - Chap. II – Les sensations (Benjamin Bourdon)
    - Chap. III – Les états affectifs (L. Barat, Georges Dumas et L. Dugas)
    - Chap. IV – Les images (L. Barat et Ignace Meyerson)
    - Chap. V – Excitation psychique et sécrétions (A. Mayer)

  - Livre troisième : Les associations sensitivo-motrices
    - Chap. I – L’orientation et l’équilibre (Georges Dumas et Édouard Claparède)
    - Chap. II – L’expression des émotions (Georges Dumas)
    - Chap. III – Le rire et les larmes (Georges Dumas)
    - Chap. IV – Le langage (L. Barat et Ph. Chaslin)

  - Livre quatrième : Les formes générales d’organisation
    - Chap. I – L’habitude et la mémoire (Henri Piéron)
    - Chap. II – L’association des idées (J. Dagnan, Henri Delacroix et Georges Dumas.
    - Chap. III – L’attention (Gabriel Revault d'Allonnes)
    - Chap. IV – La tension psychologique et ses oscillations (Pierre Janet)
- Volume II (1924)
  - Livre premier : Fonctions systématisées de la vie mentale
    - Chap. I – La perception (Benjamin Bourdon)
    - Chap. II – Les souvenirs (Henri Delacroix)
    - Chap. III – Les opérations intellectuelles (Henri Delacroix)
    - Chap. IV –Les sentiments complexes (Georges Dumas, G. Belot et Henri Delacroix)
    - Chap. V – Les volitions (Charles Blondel)
    - Chap. VI – L’invention artistique, scientifique, pratique (André Rey)

  - Livre second : Les synthèses mentales
    - Chap. I – La conscience et la vie subconsciente (Henri Wallon)
    - Chap. II – La personnalité (Charles Blondel)
    - Chap. III – La psychologie des caractères (Georges Poyer)
    - Chap. IV – Activité mentale, travail intellectuel et fatigue (Georges Poyer)

  - Livre troisième : Sciences annexes
    - Chap. I – Psychologie zoologique (Henri Piéron)
    - Chap. II – Psychologie génétique et ethnique (F. Chalaye)
    - Chap. III – L’interpsychologie (Georges Dumas)
    - Chap. IV – La sociologie (Georges Davy)
    - Chap. V – La pathologie mentale (Georges Dumas)
    - Chap. VI –  La psychologie pathologique (Georges Dumas)
    - Chap. VII –  Un nouveau chapitre de psychologie (Georges Dumas)

  - Conclusion (Georges Dumas)

## Le Nouveau Traité de psychologie (1930-1949)
La première édition du Traité est rapidement épuisée. Suit le projet d’une deuxième édition revue et augmentée de plus de 3 500 pages.
- Tome I (1930)
  - Livre premier : Notions préliminaires
    - Chap. I – La place de l’homme dans la série animale (R. Perrier)
    - Chap. II – Les données de l’anthropologie (Paul Rivet)
    - Chap. III – Physiologie des âges et des sexes (Ch. Champy)
    - Chap. IV – Physiologie générale du système nerveux (Louis Lapicque)
    - Chap. V – Physiologie spéciale du système nerveux (A. Tournay)
    - Chap. VI –  Le problème biologique de la conscience (Henri Wallon)

  - Livre deuxième : Introduction - Méthodologie
    - Chap. I –  Introduction à la psychologie (George Dumas)
    - Chap. II – La psychologie, ses divers objets et ses méthodes (André Lalande)
- Tome II (1932) : Les fondements de la vie mentale
  - Livre premier : Les réactions élémentaires
    - Chap. I – L’excitation et le mouvement (Georges Dumas et Henri Piéron)
    - Chap. II – Excitation psychique et sécrétions (A. Mayer)

  - Livre second : Les sensations (Benjamin Bourdon)
  - Livre troisième : Les états affectifs
    - Chap. I – Le désagréable et l’agréable (George Dumas)
    - Chap. II – La douleur et le plaisir (George Dumas)
    - Chap. III – Les chocs émotionnels (George Dumas)
    - Chap. IV – Les émotions (George Dumas)
    - Chap. V – Les besoins (George Dumas)
    - Chap. VI –  Les tendances instinctives (J. Larguier des Bancels)

  - Livre quatrième : Les images (Ignace Meyerson)
- Tome III (1933) : Les associations sensitivo-motrices
  - Livre premier : L’équilibre et l’orientation (André Ombredane)
  - Livre second : L’expression des émotions (Georges Dumas)
  - Livre troisième : Les mimiques (Georges Dumas)
  - Livre quatrième : Le langage (André Ombredane)
- Tome IV (1934) : Les fonctions et les lois générales
  - Livre premier : Les fonctions générales d’organisation
    - Chap. I – L’attention (Henri Piéron)
    - Chap. II – L’habitude et la mémoire (Henri Piéron)
    - Chap. III – L’association des idées (Henri Delacroix)
    - Chap. IV – La schématisation (Gabriel Revault d'Allonnes)
    - Chap. V – La symbolisation (Georges Dumas)

  - Livre second : Les lois générales de l’activité mentale
    - Chap. I – L’activité automatique et l’activité synthétique (Charles Blondel)
    - Chap. II – La tension psychologique et ses oscillations (Pierre Janet)
    - Chap. III – Activité mentale, travail intellectuel et fatigue (Georges Poyer)
    - Chap. IV – Le sommeil et la veille (Édouard Claparède)
- Tome V (1936) : Les fonctions systématisées de la vie intellectuelle
  - La perception (Benjamin Bourdon)
  - Les opérations intellectuelles (Henri Delacroix)
  - Le langage (Henri Delacroix)
  - La croyance (Henri Delacroix)
  - La psychologie de la raison – Nature et fonction de l’intelligence (Henri Delacroix)
  - Les souvenirs (Henri Delacroix)
- Tome VI (1939) : Les fonctions systématisées de la vie affective et de la vie active
  - La logique des sentiments (L. Dugas)
  - L’évolution, la spiritualisation et la socialisation des tendances (F. Challaye)
  - L’amour et la haine (Daniel Lagache)
  - Les sentiments sociaux et les sentiments moraux (Georges Davy)
  - Les sentiments religieux (C. Belot)
  - Les sentiments esthétiques et l’art (Henri Delacroix)
  - Les volitions (Charles Blondel)
  - Psychophysiologie de l’effort physique (Henri Laugier et W. Liberson)
  - L’invention et le génie (Henri Delacroix)
- Tome VII (1940) : Les synthèses mentales
  - Livre premier :
    - La conscience et la vie subconsciente (Henri Wallon)
    - Les caractères (Georges Poyer)
    - La personnalité (Charles Blondel)
    - L’hérédité psychologique (Georges Poyer)

  - Livre second
    - La psycho-physiologie des glandes endocrines et du système neuro-végétatif (F. Garidroit)

## Missions et Fondations en Amérique du Sud
(Source : Georges Dumas 1866-1946. Société scientifique et littéraire d’Alès)
- 1908 : Mission du Gouvernement brésilien. Conférences de psychologie au Brésil en août, septembre et octobre et organisations de laboratoire.
- 1912 : Même mission du Gouvernement brésilien an août, septembre et octobre.
- 1915 : L'établissement scolaire français (de 1er et 2e cycle) est créé à Rio de Janeiro sous le nom de « Lycée Français ». Il ouvre ses portes le 1er février 1916[7],[8]. En 1982, il est renommé sous le nom de « Lycée Molière »[7].
- 1917 : Mission au Brésil de juillet 1917 à février 1918.
- 1920 : Mission du Ministère des Affaires étrangères en août, septembre et octobre au Brésil et en Argentine, pour faire des cours de psychologies dans les Universités et organiser des échanges de professeurs et d’étudiants.
- 1921 : Mission du Ministère des Affaires étrangères en Argentine et au Chili (août, septembre et octobre) pour faire des conférences de psychologie normale et pathologique dans les Facultés de Médecine et des Lettres. Fondation de l’Institut de l’Université de Paris à Buenos-Aires et de l’Institut franco-chilien de Haute-Culture.
- 1922 : Invitation du gouvernement brésilien, en septembre, pour la célébration du Centenaire de l’Indépendance. Mission des Affaires étrangères. Fondation de l’Institut franco-brésilien de Haute-Culture.
- 1925 : Invité par l’Institut franco-brésilien de Rio de Janeiro à faire un cours de psychologie et de psychiatrie en août, septembre et octobre. Conférences à Sao-Paulo et fondation du lycée français.
- 1927 : Mission du Ministère des affaires étrangères au Pérou pour faire des conférences de psychologie et de psychiatrie à l’Université San Marcos de Lima (Faculté de Lettres et de Médecine). Fondation de l’Institut franco-péruvien de Haute-Culture. Conférences au Chili, en Argentine, à São Paulo et fondation de l’Institut technique franco-pauliste.
- 1928 : Mission du Ministère des affaires étrangères au Venezuela pour faire des conférences près de L’université. Fondation de l’Institut franco-vénézuélien de Haute-Culture.
- 1929 : Fondation après entente avec le recteur de la Faculté de Médecine de Bogota d’un Institut franco-colombien de Haute-Culture.
- 1930 : Invitation de la mission franco-japonaise de Tokyo et mission du Ministère des Affaires étrangères pour faire des cours de psychologie au Japon. Conférences dans les Facultés de Lettres et de Médecine à Tokyo, Kyoto, Sendaï et Séoul.
- 1931 : Invité par l’Institut de l’Université de Paris à Buenos-Aires pour faire en août et septembre un cours de psychologie et célébrer le deuxième anniversaire de l’Institut.
- 1935 : Mission en Amérique du Sud. Conférences à Buenos-Aires et à Cordota.
- 1938 : Mission au Brésil pour les Instituts franco-brésiliens.
- 1939-1940 : Attaché à l’Information pour les relations avec l’Amérique du Sud jusqu’en juin 1940.

Tous les Instituts fondés sont soutenus par des subventions privées, des subventions des Universités, des subventions des Gouvernements intéressés auxquels le Ministère des Affaires étrangères ajoute les siennes. Ils ont pour objet de faire venir de France, pendant les mois de juillet, août et septembre qui sont des mois de travail dans les Universités de l’Amérique latine, des professeurs de l’enseignement supérieur et d’autre part de présenter aux auditeurs parisiens, par des conférences faites à la Sorbonne, à la Faculté de médecine, à la faculté de Droit, etc. les meilleurs professeurs de l’Amérique latine. De 1920, date de la fondation du premier Institut, à 1933, 90 professeurs de l’Enseignement supérieur français sont intervenus dans ce cadre.

## Hommages
Sans confondre avec son homonyme Dumas de la résistance à Limoges (Haute-Vienne),.
- La municipalité de la commune gardoise de Lédignan nomme une rue en son honneur[11],[12].
- Au Québec, la ville de Gatineau lui rend hommage le 2 août 1991 en nommant une rue Georges-Dumas[13].